# Helietta
Helietta là một chi thực vật có hoa thuộc họ cam chanh, Rutaceae. Các loài thuộc chi thường có tên gọi theo tiếng Anh là Barettas, Barretas, hoặc Barrettas. Danh pháp của chi này vinh danh thầy thuốc người Pháp Lewis Théodore Hélie (1804-1867).

## Các loài tiêu biểu
- Helietta glaucescens Urban (Cuba)
- Helietta parvifolia (A.Gray) Benth. (Lower Rio Grande Valley của Texas,[4] México)[5]